# توماس بيرلنج
توماس بيرلنج (بالنرويجية البوكمول: Thomas Berling)‏ هو لاعب كرة قدم نرويجي في مركز الدفاع، ولد في 21 يناير 1979. لعب مع نادي لين.